# Fan Popo

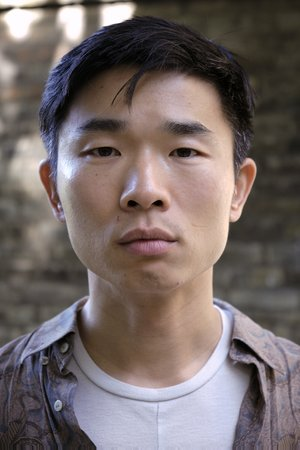
Fan Popo

Fan Popo (chinesisch 范坡坡; geb. November 1985 in Jiangsu, China) ist ein chinesischer Filmregisseur, Filmkritiker und LGBT-Aktivist.

## Leben
Fan studierte ab den 2000er Jahren Film an der Pekinger Filmakademie und zählte zur queeren Kunstszene Chinas. Xianmin Zhang und Zi’en Cui waren wichtige Lehrer für ihn während seiner Anfangsjahre als Filmemacher. Er drehte mehrere Kurzfilme und Dokumentarfilme ab den 2000ern, die auf Festivals wie dem Beijing Independent Film Festival oder dem Beijing Queer Film Festival gezeigt wurden. Seine Filme wurden international auf Festivals gezeigt. Seine Trilogie Chinese Closet, Mama Rainbow und Papa Rainbow hat einen Fokus auf den Umgang chinesischer Familien mit queeren Kindern. Seit 2013 ist er selbst Kurator für das größte queere Filmfestival Chinas, das Beijing Queer Film Festival.
Seine Filmarbeit wurde in China oft zensiert. Sein Dokumentarfilm Mama Rainbow, der verschiedene Mütter porträtiert, die ihre queeren Kinder akzeptieren, wurde von einer chinesischen Streamingplattform entfernt. Auch von ihm selbst organisierte Filmvorführungen wurden zensiert. Aus diesem Grund verließ er 2017 China und zog nach Berlin, wo er seither lebt. In einem Interview erzählte er von Erfahrungen rassistischer Diskriminierung im öffentlichen Raum und in der queeren Szene Berlins.
2017 war er Teilnehmer an Berlinale Talents. 2019 war er in der Jury des Teddy Awards.

## Auszeichnungen
- 2011: Prism Award beim Hong Kong Lesbian and Gay Film Festival
- 2018: Queer Short Film Fund des Xposed Queer Film Festival Berlin, für Beer! Beer!
- Grenzgänger-Stipendium der Robert Bosch Stiftung[4]

## Filmografie
- 2009: New Beijing, New Marriage (新前门大街, gemeinsam mit David Zhang)
- 2009: Chinese Closet
- 2011: Be A Woman (舞娘)
- 2012: Mama Rainbow (彩虹伴我心)
- 2013: The VaChina Monologues (来自阴道)
- 2016: Papa Rainbow (彩虹伴我行)
- 2019: The Drum Tower
- 2019: Floss
- 2020: Beer! Beer!
- 2020: Lerne Deutsch in meiner Küche
- 2022: Wegen Hegel